# Csánig
Csánig es un pueblo ubicado en el distrito de Sárvár, en el condado de Vas, Hungría.

## Superficie
Posee una superficie de 8,190 kilómetros cuadrados.

## Demografía
Hasta 2019 la población era de 315 habitantes, con una densidad de población de 38,46 habitantes por kilómetro cuadrado.